# Ред и закон (17. сезона)
Седамнаеста сезона серије Ред и закон је премијерно емитована на каналу НБЦ од 22. септембра 2006. године до 18. маја 2007. године и броји 22 епизоде.

## Опис
Након одласка Дениса Ферине и Ени Перис на крају шеснаесте сезоне, Милена Говић и Алана де ла Гарза придружиле су се главној постави као детективка Нина Кесиди односно помоћница окружног тужиоца Кони Рубироза. Лик Џесија Л. Мартина (Ед Грин) унапређен је у старијег детектива како би заменио Феринин лик. На крају сезоне, Фред Далтон Томпсон (Артур Бренч) и Милена Говић напустили су серију. Бивши члан главне поставе Ричард Брукс поново је тумачио своју улогу Пола Робинета у епизоди "Страшна Америка".

## Улоге

### Главне
- Џеси Л. Мартин као Ед Грин
- Милена Говић као Нина Кесиди
- Ш. Епата Меркерсон као Анита ван Бјурен
- Сем Вотерстон као ИПОТ Џек Мекој
- Алана де ла Гарза као ПОТ Кони Рубироза
- Фред Далтон Томпсон као ОТ Артур Бренч

### Епизодне
- Ричард Брукс као ПОТ Пол Робинет (Епизода 7)
- Керолин Мекормик као др Елизабет Оливет (Епизоде 6 и 20)

## Епизоде
| Бр. у серији | Бр. у сезони | Назив                   | Редитељ           | Сценариста                                                        | Пpемијерно емитовање | Пpод. код | Гледаност у САД-у (милиони) |
| --- | ------------ | ----------------------- | ----------------- | ----------------------------------------------------------------- | -------------------- | --------- | --------------------------- |
| 372 | 1            | "Слава"                 | Џин де Сегонзек   | Николас Вутон                                                     | 22. септембар 2006.  | 17001     | 11.07                       |
| Грин и његова нова ортакиња Нина Кесиди истражују смрт полицајца који је случајно убијен током неуспеле пљачке што их доводи до украдених слика славне мајке удате за једног спортисту. |              |                         |                   |                                                                   |                      |           |                             |
| 373 | 2            | "Аватар"                | Винсент Мисијано  | Дејвид Слек                                                       | 29. септембар 2006.  | 17002     | 10.03                       |
| Грин и Кесидијева истражују након што се фотографија мртве жене нашла на популарној интернет страници B-Frendz.com. Истрага их доводи до умно поремећеног младића, а жртва пубертетлијка тврди да ју је он отео и силовао, али његов заступник нуди још већи подстицај: наводну жртву отмице Моли Престон. |              |                         |                   |                                                                   |                      |           |                             |
| 374 | 3            | "Доме слатки"           | Ричард Добс       | Мајкл С. Чернучин                                                 | 6. октобар 2006.     | 17003     | 9.64                        |
| Када је осмогодишња Џема Векслер погинула када је једна зграда одлетела у ваздух, Грин и Кесидијева прате траг доказа до Розали Шафнер, бивше супруге власника. Мекој и Рубироза дижу оптужницу против Розали Шафнер упркос недостатку опипљивих доказа, али случај се мења када је Рубироза пронашла доказ који их упућује у новом смеру. |              |                         |                   |                                                                   |                      |           |                             |
| 375 | 4            | "Страшна Америка"       | Константин Макрис | Сони Постиљоне и Роберт Нејтан                                    | 13. октобар 2006.    | 17004     | 9.43                        |
| Када је убиство Ерика Кабалија снимио, како изгледа, америчка покрет против ислама, Грин и Кесидијева истражују случај који их води до Кабалијевог брата од тетке Бена Фауда који је изгледа повезан са терористичком ћелијом која функционише унутар Новог јорка. Нажалост, изгледа да је најбоља веза са Фаудом недавна пошиљка уранијума коју савезна влада забрањује Мекоју и Рубирози да помињу. Када су вести о уранијуму процуреле, Мекој и Рубироза постају жртве жестоког савезног надзора, а снажни заступник младог Фауда Пол Робинет не помаже. |              |                         |                   |                                                                   |                      |           |                             |
| 376 | 5            | "Јавни сервис убистава" | Константин Макрис | Крис Левинсон                                                     | 20. октобар 2006.    | 17005     | 10.20                       |
| Када је Карл Малали пронађен убијен у свом стану, Грин и Кесидијева откривају да је недавно означен у емисији HardFocus, таблоидној емисији која разоткрива сексуалне преступнике који су ухваћени преко интернет-странице Пазите се ових ђубради. Иако је једна осмогодишња девојчица једини очевидац, детективи хапсе убицу, али Мекој и Рубироза убрзо откривају да је HardFocus много више умешан него што се тврди. |              |                         |                   |                                                                   |                      |           |                             |
| 377 | 6            | "Профитер"              | Артур В. Форни    | Дејвид Вилкокс                                                    | 27. октобар 2006.    | 17007     | 9.02                        |
| Убиство месног пословног човека повезано је са убиством у Ираку, а Мекој и Рубироза не дозвољавају убици да се изјасни. |              |                         |                   |                                                                   |                      |           |                             |
| 378 | 7            | "У вину је истина"      | Тим Хантер        | Дејвид Вилкокс                                                    | 3. новембар 2006.    | 17006     | 10.87                       |
| Глумац који је носио крваву одећу ухапшен ухапшен је због вожње под дејством алкохола после чега је открио верске предрасуде током својих изјава. Детективи проналазе његову продуценткињу јеврејку мртву и покушавају да открију његову везу са убиством. |              |                         |                   |                                                                   |                      |           |                             |
| 379 | 8            | "Опуштање"              | Мајкл Пресмен     | Рик Ид и Николас Вутон                                            | 10. новембар 2006.   | 17008     | 9.57                        |
| Када је Хадсон Мур пронађен убијен у задњем делу аутобуса друштва Безобразнице, сумња се у почетку окреће према творцу друштва Крису Дрејку све док видео снимци детективе нису довели до девојке која је била с Муром у ноћи када је умро. Када су своју истрагу усредсредили на ту девојку, разлози Муровог убиства убрзо су постали очигледни, а Мекој и Рубироза се боре да суде човеку који је, иако није непосредно одговоран за убиство, можда одговоран за догађаје који су до њега довели. |              |                         |                   |                                                                   |                      |           |                             |
| 380 | 9            | "Застој"                | Алекс Чепл        | Дејвид Слек                                                       | 17. новембар 2006.   | 17009     | 9.94                        |
| Грин и Кесидијева лове масовног убицу Леона Воргича који је недавно побегао из затвора. На крају су га ухватили у школи у којој је у учионици пуној талаца, а пре него што се предао полицији, Воргич је ранио неколико недужне деце и побио четворо. Његова неспремност да прихвати нагодбу разљутила је Мекоја јер му даје више времена да поново побегне из затвора. Када је отац једне од његових жртава узео правду у своје руке и на крају био искоришћен као слоган за кампању једне месне политичарке, Мекој и Рубироза покушавају да убеде Роберта Персела да не дозволи да буде жртвено јање за политички дневни ред.                                        |              |                         |                   |                                                                   |                      |           |                             |
| 381 | 10           | "Како успети"           | Џон Штајн Шимк    | Рик Ид и Ричард Сверен                                            | 8. децембар 2006.    | 17010     | 10.23                       |
| Када је заступник једног друштва Чарлс Дилон пронађен мртав у хотелској соби, Грин и Кесидијева истражују и откривају да је друштво у ком је радио у поступку подизања оптужнице. Њихова истрага води до скупе девојке за девојке за пословну пратњу Џулије Велосо за коју се испоставило да је била у романтичној вези са извршном директорком друштва Самантом Вивер. Мекој и Рубироза се налазе у сукобу док се Рубироза пита да ли Мекојево гоњење Виверове има више везе са њеним полом него с њеном кривицом. |              |                         |                   |                                                                   |                      |           |                             |
| 382 | 11           | "Остаци дана"           | Константин Макрис | Синопсис: Дејвид Вилкокс и Шаја Рибовски Сценарио: Дејвид Вилкокс | 5. јануар 2007.      | 17011     | 9.77                        |
| Када је Мајкл Џоунс умро у болничкој соби своје мајке без непосредног објашњења, његова мајка Ешли оптужује одраслу децу свог бившег мужа Мајлса и Хилари Фишер који се боре с њом око управе над огромним богатством свог оца. Обдукција искључује Фостерове и упућује Грин а и Кесидијеву у правцу незаконито извађених костију даваоца које је Џоунс примио приликом приликом пресађивања годину и по дана раније. Мекој и Рубироза се боре да да добију пресуду јер је постало јасно да ће једини начин да прикупе доказе који су им потребни бити да се прегледа још један младић који је примио коштано ткиво од исте девојке од које је Мајкл Џоунс добио ноге. |              |                         |                   |                                                                   |                      |           |                             |
| 383 | 12           | "Милосрдни случај"      | Мајкл Пресмен     | Николас Вутон                                                     | 12. јануар 2007.     | 17012     | 9.02                        |
| Грин и Кесидијева истражују када је Шон Арчер, продуцент који је недавно усвојио дете из Африке са супругом, познатом глумицом Софијом, убијен испред продавнице сладоледа док је носио бебу Кристофера. Убиство је убрзо доведено у везу са недавним усвајањем Кристофера које је било под међународном контролом јер се чинило да је прогурано на основу стања славног пара. Мекој и Рубироза у почетку истражују убиство Шона Арчера које се убрзо претворило у истрагу о смрти детета када је доведен у питање идентитет бебе Кристофера. |              |                         |                   |                                                                   |                      |           |                             |
| 384 | 13           | "Тема разговора"        | Метју Пен         | Мајкл С. Чернучин                                                 | 2. фебруар 2007.     | 17013     | 9.53                        |
| Убиствог студента Џејсона Мајлса на политичком скупу чији је домаћин била контроверзна говорница Џуди Барло оставља много осумњичених, али када су Грин и Кесидијева доказали да двоје људи које су саслушали лажу о својим покрићима, скрећу пажњу на Малколма Јејтса, студента који је тврдио да је био са Џејсоновом девојком у време његове смрти. Мекој и Рубироза схватају да је Јејтс насрнуо на Барлоову због њене отворене критике истраживања матичних ћелија јер је гајио велике наде да би то могло помоћи у проналажењу лека за његову Паркинсонову болест.                                                                                               |              |                         |                   |                                                                   |                      |           |                             |
| 385 | 14           | "Црква"                 | Константин Макрис | Рик Ид                                                            | 9. фебруар 2007.     | 17014     | 9.63                        |
| Свештеник је оптужен за убиство младог глумца педера, али Мекој и Рубироза ускоро су открили да он можда није кривац. |              |                         |                   |                                                                   |                      |           |                             |
| 386 | 15           | "Тачка кључања"         | Мајкл Пресмен     | Дејвид Вилкокс                                                    | 16. фебруар 2007.    | 17015     | 9.01                        |
| Када је глумица пронађена мртва у свом стану, Грин и Кесидијева покушавају да докажу да њена смрт није била самоубиство. |              |                         |                   |                                                                   |                      |           |                             |
| 387 | 16           | "Књига о убиставу"      | Константин Макрис | Дејвид Вилкокс                                                    | 23. фебруар 2007.    | 17016     | 8.67                        |
| Када је издавачица Серена Дарби пронађена убијена у свом стану, сумња се окреће према Џ. П. Ленгију, бившем професионалном бејзболисти ослобођеном оптужбе за убиство своје супруге који је написао књигу у којој се претпоставља како је извршио убиство. Грин и Кесидијева прате трагове доказа од Ленга до Џералда Стоквела, бившег писца духова у књизи, али Стоквел покушава да скине љагу са свог имена нудећи Мекоју и Рубирози доказ да је један од поротника на суђењу Ленгу био плаћен да би се донела ослобађајућа пресуда. |              |                         |                   |                                                                   |                      |           |                             |
| 388 | 17           | "Исправна вера"         | Сем Вајсмен       | Дејвид Слек                                                       | 30. март 2007.       | 17017     | 7.47                        |
| Грин и Кесидијева истражују пожар који се претворио у убиство када се испоставило да је човек пронађен у запаљеној цркви убијен пре него што је пожар избио. |              |                         |                   |                                                                   |                      |           |                             |
| 389 | 18           | "Накит"                 | Карне Гавиола     | Метју Мекгу                                                       | 6. април 2007.       | 17018     | 8.22                        |
| Грин и Кесидијева прате трагове у убиству реперке Кларис Џејмс "Слатке Кларис", прво до шкртог музичког продуцента, а затим и до златара који тврди да му је Кларис дуговала велику количину новца. |              |                         |                   |                                                                   |                      |           |                             |
| 390 | 19           | "Нежељене последице"    | Константин Макрис | Сони Постиљоне                                                    | 27. април 2007.      | 17019     | 7.52                        |
| Грин и Кесидијева долазе у додир са руским отправништвом послова када је Петар Ростов умро од тровања рицином. Истрага их води прво до његовог посла за који сазнају да је много времена проводио путујући до Русије и назад, а затим до његовог брата Карла. Није прошло много времена када су повезали браћу Ростов са противзаконитим ланцем проституције који тргује младим Рускињама, али Мекој се суочава са покушајем да натера преживелогг брата Ростова да сведочи како би могао да кривично гони Брезина, оца једне од девојака којим су трговали. |              |                         |                   |                                                                   |                      |           |                             |
| 391 | 20           | "Заробљеник"            | Мајкл Воткинс     | Ричард Сверен                                                     | 4. мај 2007.         | 17020     | 8.88                        |
| Када један дечак пронађен убијен, Грин и Кесидијева прате трагове до осумњиченог низног педофила-убице код ког је други заробљени дечак провео пет година после чега је постао вољна жртва са Стокхолмским синдромом. |              |                         |                   |                                                                   |                      |           |                             |
| 392 | 21           | "Овамо"                 | Константин Макрис | Вилијам Н. Фордс                                                  | 11. мај 2007.        | 17021     | 8.30                        |
| Детективи повезују смрт два бескућника са ратом у Ираку. |              |                         |                   |                                                                   |                      |           |                             |
| 393 | 22           | "Породични час"         | Метју Пен         | Ричард Сверен и Дејвид Слек                                       | 18. мај 2007.        | 17022     | 9.23                        |
| Када је Никол Бејли, бивша супруга угледног бившег сенатора, пронађена свирепо убијена у својој кући, Грин и Кесидијева прво проверавају сенатора, али следе трагове до дисфункционалне породице са бројним могућим неугодним тајнама. Мекој ставља главу на пањ јер је приморан да расправља о предмету пред судијом који изгледа није психички спреман да води суђења за убиства. |              |                         |                   |                                                                   |                      |           |                             |